# Associazione Sportiva Dilettantistica Giana Erminio 2013-2014
Questa voce raccoglie le informazioni riguardanti l'Associazione Sportiva Dilettantistica Giana Erminio nelle competizioni ufficiali della stagione 2013-2014.

## Risultati

### Serie D

#### Poule scudetto
| Arbitro: | Vincenzo Fiorini (Frosinone) |

|                                     |           |                          |
| Pasaro 24’ Piccolo 27’ Delfanti 75’ | Marcatori | 32’ Forbiti 86’ Romanini |

| Arbitro: | Marcello Rossi (Novara) |

|            |           |                         |
| Levati 45’ | Marcatori | 62’ Zanardo 72’ Florean |